# خارماهی دهان‌بزرگ
خارماهی دهان‌بزرگ با نام علمی Micropterus salmoides، گونه‌ای از ماهیان آب شیرین متعلق به تیرهٔ خورشیدماهیان آب شیرین است. این ماهی از معروف‌ترین گونه‌های ماهی‌گیری ورزشی در آمریکای شمالی و همچنین از گونه‌های معرفی‌شده به بسیاری از مناطق جهان به‌شمار می‌رود.
خارماهی دهان‌بزرگ از مهم‌ترین گونه‌های ماهی‌گیری ورزشی در آمریکای شمالی است و در صنعت گردشگری ورزشی ماهی‌گیری نقش چشمگیری دارد. با این حال، در زیست‌بوم‌های غیر بومی گاه به عنوان گونه‌ای مهاجم، تهدیدی برای گونه‌های بومی محسوب می‌شود.

## ویژگی‌های ظاهری
خارماهی دهان‌بزرگ بدنی کشیده و فشرده دارد. مهم‌ترین ویژگی تمایزدهندهٔ آن، دهان بسیار بزرگش است که آروارهٔ بالایی آن تا پشت چشم کشیده می‌شود. رنگ بدن آن سبز زیتونی تا سبز تیره با رگه‌ای تیره در امتداد پهلوهاست. بالهٔ پشتی آن به دو بخش تقسیم شده که قسمت جلویی آن خاردار و بخش پشتی نرم است.

## زیستگاه
این ماهی بومی آب‌های آرام ایالات متحده، کانادا و مکزیک است و در دریاچه‌ها، تالاب‌ها، و رودخانه‌های با جریان آهسته زندگی می‌کند. همچنین در بسیاری از نقاط جهان از جمله ژاپن، چین، ایتالیا و آفریقای جنوبی برای ماهی‌گیری ورزشی و پرورش معرفی شده است.

## رژیم غذایی
خارماهی دهان‌بزرگ یک شکارچی فرصت‌طلب و مهاجم است که از حشرات، سخت‌پوستان، قورباغه‌ها، ماهیان کوچک، و گاهی پرندگان یا خزندگان کوچک تغذیه می‌کند. دهان بزرگ و آرواره‌های قوی آن باعث می‌شود بتواند طعمه‌هایی بزرگ‌تر از اندازهٔ معمول خود را ببلعد.

## زادآوری
زادآوری این گونه معمولاً در بهار و در آب‌های کم‌عمق و گرم انجام می‌شود. نرها آشیانه‌ای در بستر گل‌آلود یا شنی می‌سازند، سپس ماده تخم‌ریزی می‌کند و نر از تخم‌ها محافظت می‌کند تا بچه‌ماهی‌ها سر از تخم درآورند.